# Hardline (culture)
Pour les articles homonymes, voir Hardline.
Le hardline est une sous-culture de l'écologie profonde qui trouve ses racines dans la scène punk hardcore straight edge végétalienne et qui est généralement considérée comme une version plus extrême du straight edge. Dès le début, les adeptes de hardline ont publié des déclarations et des ouvrages prônant une vision biocentrique du monde, un véganisme militant, les droits des animaux, la lutte contre l'avortement et l'homosexualité, ainsi qu'une version beaucoup plus militante de la philosophie straight edge, qui prône un mode de vie sans alcool, sans drogue et sans tabac,.
La vision du monde hardline est décrite comme de nature éco-autoritaire et écofasciste,. Néanmoins, le cofondateur du hardline, Sean Muttaqi, rejette catégoriquement le racisme et le fascisme.
De nombreux groupes de hardline ont existé, les plus connus étant Vegan Reich et Raid. Earth Crisis était vaguement aligné avec la sous-culture, mais n'était pas nécessairement un groupe de hardline.
L'apogée du hardline a lieu dans les années 1990, lorsque des chapitres hardline existaient dans un certain nombre de villes des États-Unis, ainsi qu'au Royaume-Uni et en Allemagne. Cependant, à la fin des années 1990, la sous-culture avait pratiquement disparu.